# Phomopsis eugeniae
Phomopsis eugeniae är en svampart som beskrevs av Punith. 1974. Phomopsis eugeniae ingår i släktet Phomopsis och familjen Diaporthaceae.   Inga underarter finns listade i Catalogue of Life.